# Verband Deutscher Sportjournalisten
Der Verband Deutscher Sportjournalisten (VDS) ist ein Berufsverband für hauptberuflich tätige Sportjournalistinnen und Sportjournalisten sowie Sportfotografinnen & Sportfotografen mit Sitz in Frankfurt am Main.

## Struktur
Der 1927 gegründete Verband besteht aus 20 regionalen Vereinen, in denen mehr als 3000 Mitglieder organisiert sind.
| Regionalverbände des VDS                               |
| ------------------------------------------------------ |
| Verein Augsburg-Allgäuer Sportpresse                   |
| Sportjournalisten-Verein Baden-Pfalz                   |
| Verband der Sportjournalisten Berlin/Brandenburg       |
| Verein Bremer Sportjournalisten                        |
| Verein Frankfurter Sportpresse                         |
| Verein Hamburger Sportjournalisten                     |
| Verein Mittelrheinische Sportjournalisten              |
| Verein Münchner Sportjournalisten                      |
| Verein Niedersächsische Sportpresse                    |
| Verein Nordbayerischer Sportjournalisten               |
| Verein Osnabrücker Sportpresse                         |
| Verein Saarländische Sportjournalisten                 |
| Vereinigung Schleswig-Holsteinischer Sportjournalisten |
| Verband Westdeutsche Sportjournalisten                 |
| Verein Sportpresse Württemberg                         |
| Sportjournalisten-Verein Mecklenburg-Vorpommern        |
| Sportpresse-Club Wiesbaden-Mainz                       |
| Verein Sportjournalisten Sachsen-Anhalt                |
| Sächsischer Sportjournalisten-Verein                   |
| Thüringer Sportjournalisten-Club                       |

Dem VDS steht ein ehrenamtliches Präsidium vor. Dazu gibt es eine hauptamtlich besetzte Geschäftsstelle.
Der VDS ist Mitglied der Association Internationale de la Presse Sportive (AIPS), des Weltverbandes der Sportjournalisten.

## Selbstverständnis und Aktivitäten
Der Verband vergibt jährlich an hauptberuflich tätige Sportjournalistinnen und Sportjournalisten den von der Innenministerkonferenz anerkannten bundeseinheitlichen Presseausweis, den der VDS als einer von sechs Journalisten- und Verlegerverbände herausgeben darf.
Darüber hinaus ist der Verband ist Ansprechpartner für die Deutsche Fußball-Liga (DFL), den Deutschen Olympischen Sportbund (DOSB) und die diversen nationalen Sportfachverbände, wenn es um Fragen rund um die Vergabe von Journalisten-Akkreditierungen für Sportveranstaltungen geht.
Daneben organisiert der Verband im Rahmen des Campus Sportjournalismus für seine Mitglieder Fortbildungsmaßnahmen und hilft in Fragen der Rechtsberatung. Dazu hat der VDS Leitlinien des Sportjournalismus erstellt.
Öffentliche Aufmerksamkeit erlangt der VDS bei den jährlich stattfindenden Auszeichnungen zum Sportler des Jahres und Fußballer des Jahres, die exklusiv von den Mitgliedern des Verbandes gewählt werden. Der Verband organisiert zudem jährlich das Deutsche SportFilmFest.
Der VDS schreibt jährlich seinen Sportjournalisten-Preis in den Kategorien PRINT | VIDEO | AUDIO | MULTIMEDIA aus, an denen VDS-Mitglieder teilnehmen können. Offen auch für Nicht-Mitglieder ist dagegen die Kategorie NACHWUCHS, an denen sich Nachwuchsjournalistinnen oder Nachwuchsjournalisten beteiligen können. 
Der Verband ist Mitveranstalter des Deutschen Sportpresseballs & des Fairplay-Preis des deutschen Sports. Darüber hinaus vergibt der VDS seit 1926 das GOLDENE BAND. Mit dem ältesten deutschen Sportjournalistenpreis werden verdiente Sportlerinnen und Sportler sowie Persönlichkeiten ausgezeichnet, die sich durch ihr soziales Engagement mit sportlichem Hintergrund verdient gemacht haben.

## Ehrenpräsidenten
- Günter „Micky“ Weise (✝ 2016), VDS-Präsident von 1977 bis 1987
- Karl-Heinz Cammann (✝ 2011), VDS-Präsident von 1987 bis 1999
- Erich Laaser, VDS-Präsident von 1999 bis 2021